# Kōichirō Fujita
Kōichirō Fujita (藤田 紘一郎, Fujita Kōichirō), né le 6 août 1939 dans le Mandchoukouo (aujourd'hui Nord-Est de la république populaire de Chine), est un chercheur en immunité (docteur en médecine) japonais. Il est professeur honoraire à l'université de médecine et d'odontologie de Tokyo.

## Œuvres
- (ja) 寄藤文平 et 藤田 紘一郎, 『ウンココロ しあわせウンコ生活のススメ』, 東京市, 実業之日本社,‎ 2010, 212 p. (ISBN 978-4-408-55016-9)